# Knoppix
Knoppix (em inglês /knɒpɪks/), algumas vezes escrito KNOPPIX é uma distribuição GNU/Linux baseado no Debian projetada para rodar diretamente em um CD/DVD (Live CD) ou pendrive (Live USB), sendo uma das primeiras a implementar este método de arranque e execução. O nome da distribuição foi dado por conta do nome de seu criador, Klaus Knopper. Ao arrancar com o CD do Knoppix o usuário não precisa instalar nada em seu disco rígido. Devido à sua descompressão, que acontece a partir do CD, estão disponíveis mais de 2 GB de aplicativos, desde aplicações de escritório eletrônico a ferramentas de sistema, o que permite usar um CD de Knoppix como uma demonstração do GNU/Linux, um CD educacional, um sistema de recuperação, ou adaptado e usado como plataforma para demonstração de aplicações. O Knoppix foi considerado uma das melhores distros em resolução de troubleshoot.
É considerado um dos primeiros distros Linux live popular.
O Knoppix foi um dos primeiros Live CDs de GNU/Linux e a partir dele surgiram vários projetos como o Kurumin que usou sua capacidade de rodar a partir do CD e o adaptou à realidade de usuários brasileiros e adicionou mais software e scripts de configuração.

## Versões
Desde Abril de 2008, a partir da versão 4 até a 5.1.1, Knoppix foi dividido em uma edição "maxi" em DVD (com mais de 9 GiB de softwares), e uma edição "light" em CD, ambas desenvolvidas em paralelo. O KNOPPIX atual, versão 7.0.4 / ADRIANE 1.4 é uma versão em CD novamente, completamente refeita do zero. LXDE como o ambiente padrão de desktop e uma coleção de softwares muito menor, para acomodar-se facilmente em um único CD.
Este é o histórico de versões para os principais lançamentos.